# Михаїл (Вівчар)
Михаї́л Вівча́р (англ. Michael Wiwchar; нар. 9 травня 1932, Комарно, Манітоба, Канада) — єпископ Української греко-католицької церкви; єпископ Чиказький (1993—2000), єпископ Саскатунський (2000—2008), апостольський адміністратор Чиказької єпархії (2000—2003); редемпторист.

## Біографічні відомості
Народився в сім'ї Василя і Анни (до шлюбу Чайковської). Середню освіту здобув у малій семінарії отців Редемптористів (колегія св. Володимира) в Робліні (Манітоба). Вступив до Згромадження Редемптористів, новіціат проходив у Йорктоні (Саскачеван). Тимчасові чернечі обіти склав у 1953, а довічні — у 1957 році. Навчався в колегії св. Павла у Вінніпезі та університеті св. Павла в Оттаві.
28 червня 1959 року у Вінніпезі отримав пресвітерське рукоположення. Працював учителем, префектом і директором колегії св. Володимира в Робліні. Душпастирював у різних парафіях у Манітобі та Саскачевані (Канада), а також у Ньюарку (США). Був надзвичайним сповідником Сестер Служебниць Непорочної Діви Марії у Вінніпезі і Сестер св. Йосифа у Саскатуні.
2 липня 1993 року Папа Римський Іван-Павло II призначив ієромонаха Михаїла Вівчара єпархіальним єпископом єпархії Святого Миколая в Чикаго. Єпископська хіротонія відбулася 28 вересня 1993 року (головним святителем був митрополит Стефан Сулик, а співсвятителями — митрополит Михаїл Бздель і єпископ Інокентій Лотоцький). 20 листопада 2000 року призначений єпископом Саскатунським. Одночасно з 9 грудня 2000 до 25 березня 2003 року був апостольським адміністратором Чиказької єпархії.
2 травня 2008 року Папа Римський Бенедикт XVI прийняв зречення єпископа Михаїла Вівчара з уряду єпархіального єпископа Саскатунського у зв'язку з досягненням пенсійного віку. Після зречення єпископ-емерит Михаїл проживає в монастирі редемптористів у Айтуні (Саскачеван). Його наступником на престолі Саскатунської єпархії став єпископ Браєн Байда.